# Mona Freeman
Pour les articles homonymes, voir Freeman.

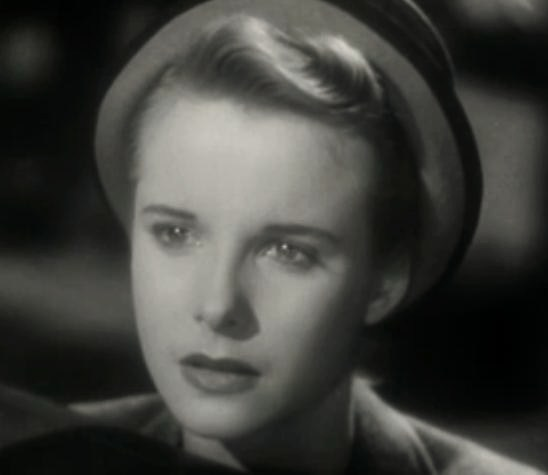
Dans Une fille perdue (1946)

Mona Freeman est une actrice américaine, née le 9 juin 1926 à Baltimore (Maryland), morte le 23 mai 2014 à Beverly Hills (Californie).

## Biographie
Monica Elizabeth Freeman grandit à Pelham (New York). Fille de bûcheron, elle est mannequin au lycée et est la « Miss Subways » 1941 du Système de transport en commun de la ville de New York en 1940,.
Après avoir déménagé à Hollywood, elle signe un contrat avec le producteur Howard Hughes, qui le revend au studio Paramount Pictures. Elle devient une star de cinéma populaire chez les adolescentes. Après une série de rôles de jolies adolescentes naïves (parmi lesquels Junior Miss, en 1946), elle se plaint d'être cantonnée dans un même registre.
Devenue adulte, sa carrière ralentit. Entre 1944 et 1958, elle participe à trente-cinq films (dont un britannique), mais elle apparaît principalement dans des productions de série B, à l'exception de deux films, qui sont ses plus connus : Un si doux visage (Angel Face, 1952), un  film noir avec Jean Simmons et Robert Mitchum, et le film de guerre Le Cri de la victoire (1955), avec Van Heflin, Tab Hunter et Aldo Ray.
Sa carrière au cinéma prend fin dans les années 1950, mais elle continue à travailler à la télévision. Elle contribue à vingt-neuf séries, de 1955 à 1966, avant une ultime apparition dans un téléfilm diffusé en 1972.

## Vie privée
En 1945, elle épouse Pat Nerney, un concessionnaire automobile. Le couple a une fille, Mona. Ils divorcent en 1952. En 1961, elle se remarie avec H. Jack Ellis, un homme d'affaires de Los Angeles.
Après 1961, elle se consacre à la peinture. Son portrait le plus connu est celui de la femme d'affaires Mary See, fondatrice de l'usine de confiserie "See's Candies".
Mona Freeman meurt en 2014, à l'âge de 87 ans, des suites d'une longue maladie, à son domicile de Beverly Hills.

## Filmographie

### Cinéma
- 1944 : Voyage sans retour (Till we meet again) de Frank Borzage : Elise
- 1944 : Le Grand National (National Velvet) de Clarence Brown : Une écolière
- 1944 : La Marine en jupons (Here Come the Waves) de Mark Sandrich : Une fille qui s'évanouit
- 1944 : Coup de foudre (Together Again) de Charles Vidor : Diana Crandall
- 1945 : Roughly Speaking de Michael Curtiz : Barbara
- 1945 : Junior Miss de George Seaton : Lois Graves
- 1945 : Danger Signal de Robert Florey : Anne Fenchurch
- 1946 : Our Hearts were growing up de William D. Russell : Une fille
- 1946 : Beauté noire (Black Beauty) de Max Nosseck : Anne Wendon
- 1946 : Une fille perdue (That Brennan Girl) d'Alfred Santell : Ziggy Brennan
- 1947 : Le Fiancé de ma fiancée (Dear Ruth) de William D. Russell : Miriam Wilkins
- 1947 : Hollywood en folie (Variety Girl) de George Marshall : Elle-même
- 1947 : Maman était new-look (Mother Wore Tights) de Walter Lang : Iris
- 1948 : La Chevauchée de l'honneur (Streets of Laredo) de Leslie Fenton : Rannie Carter
- 1948 : Les Filles du major (Isn't It Romantic?) de Norman Z. McLeod : Susie Cameron
- 1949 : L'Héritière (The Heiress) de William Wyler : Marian Almond
- 1949 : Le Démon du logis (Dear Wife) de Richard Haydn : Miriam Wilkins
- 1950 : J'étais une voleuse (I was a shoplifter) de Charles Lamont : Faye Burton
- 1950 : Marqué au fer (Branded) de Rudolph Maté : Ruth Lavery
- 1950 : Terre damnée (Copper Canyon) de John Farrow : Caroline Desmond
- 1951 : Ma fille n'est pas un ange (Dear Brat) de William A. Seiter : Miriam Wilkins
- 1951 : La Part du jeu (Darling, How Could You!) de Mitchell Leisen: Amy
- 1951 : The Lady from Texas (en) de Joseph Pevney : Bonnie Lee
- 1952 : Sous le plus grand chapiteau du monde (The Greatest Show on Earth) de Cecil B. DeMille : Une spectatrice
- 1952 : Parachutiste malgré lui (Jumping Jack) de Norman Taurog : Betsy Carter
- 1952 : Flesh and Fury (en) de Joseph Pevney : Ann Hollis
- 1952 : Les Diables de l'Oklahoma (Thunderbirds) de John H. Auer : Lt. Ellen Henderson
- 1952 : Un si doux visage (Angel Face) d'Otto Preminger : Mary Wilton
- 1954 : Before I wake d'Albert S. Rogell : April Haddon
- 1955 : Colorado Saloon (The Road to Denver) de Joseph Kane : Elizabeth Sutton
- 1955 : Dial 999 de Montgomery Tully : Terry Carradine
- 1955 : Le Cri de la victoire (Battle Cry) de Raoul Walsh : Kathy
- 1956 : Le Bataillon dans la nuit (Hold Black the Night) d'Allan Dwan : Anne Franklin McKenzie
- 1956 : Huk ! de John Barnwell : Cindy Rogers
- 1957 : La Poursuite fantastique (Dragoon Wells Massacre) d'Harold D. Schuster : Ann Bradley
- 1958 : The World was his Jury de Fred F. Sears : Robin Carson

### Télévision
- 1955-1958 : Climax! (Série TV) : Mary Piersall / Polly / Helen / Sylvia Marshall / Cynthia Crane
- 1956-1958 : Playhouse 90 (Série TV) : Marie Sizeman / Audrey Trowbridge / Betsy
- 1957 : Studio 57 (Série TV) : Annette Holman
- 1958 : La Grande Caravane (Wagon Train) (Série TV) : Betty Britton
- 1958-1959 : Au nom de la loi (Wanted : Dead or Alive) (Série TV) : Jackie Harris / Margaret Dunn
- 1958 : Pursuit (Série TV) : Nina Hodges
- 1959 : Riverboat (Série TV) : Louise Rutherford
- 1959-1960 : Maverick (Série TV) : Modesty Blaine
- 1960 : The Millionaire (Série TV) : Margaret Stoneham
- 1960 : Johnny Ringo (Série TV) : Marilyn
- 1960 : The Chevy Mystery Show (Série TV) : Avery Dow
- 1960 : Thriller (Série TV) : Sylvia Walsh
- 1960 : Michael Shayne (Série TV) : Christine Hudson
- 1961 : The Tall Man (Série TV) : Amy Dodds
- 1961 : Échec et mat (Checkmate) (Série TV) : Felicia Royden
- 1962-1963 et 1965 : Perry Mason (Série TV) : Jane Wardman / Rosanne Ambrose / Ellen Payne
- 1966 : Le Proscrit (Branded) (Série TV) : Dora Kendall
- 1972 : Welcome Home, Johnny Bristol, de George McCowan (Téléfilm) : Mme Bristol